# Растов
Растов (њем. Rastow) општина је у њемачкој савезној држави Мекленбург-Западна Померанија. Једно је од 89 општинских средишта округа Лудвигслуст. Према процјени из 2010. у општини је живјело 1.982 становника. Посједује регионалну шифру (AGS) 13054091.

## Географски и демографски подаци
Растов се налази у савезној држави Мекленбург-Западна Померанија у округу Лудвигслуст. Општина се налази на надморској висини од 38 метара. Површина општине износи 51,7 km². У самом мјесту је, према процјени из 2010. године, живјело 1.982 становника. Просјечна густина становништва износи 38 становника/km².